# SGLT1
SGLUT1, o SGLT1, dall'inglese Sodium-GLUcose Transporter, è un trasportatore del glucosio integrale di membrana: favorisce il passaggio di glucosio dai compartimenti extracellulari all'interno delle cellule. Il trasportatore è localizzato nell'orletto a spazzola dei villi intestinali e nelle cellule del tubulo renale ed è codificato dal gene SLC5A1.

L'enzima ha una alta affinità per il glucosio e lavora sempre a velocità massima. È un trasportatore attivo che utilizza l'energia fornita da un gradiente elettrochimico del sodio per assorbire, tramite cotrasporto, glucosio o galattosio.

## Funzione
I trasportatori di glucosio sono proteine integrali di membrana che mediano il trasporto di glucosio e sostanze strutturalmente correlate attraverso le membrane cellulari. Sono state identificate due famiglie di trasportatori di glucosio: la famiglia di trasportatori del glucosio a diffusione facilitata (famiglia GLUT), noti anche come "uniporti", e la famiglia di trasportatori del glucosio sodio-dipendente (famiglia SGLT), noti anche come 'cotrasportatori' o 'simporti'.

Il gene SLC5A1 codifica per una proteina che è coinvolta nel trasporto attivo di glucosio e galattosio nelle cellule eucariote e in alcune cellule procariotiche. A questo proposito si veda il progetto Mendelian Inheritance in Man.

## Clonaggio del cotrasportatore sodio-glucosio (SGLT1)
Le proteine delle membrane cellulari di mammifero con funzioni di cotrasporto hanno eluso gli sforzi di purificazione con i metodi biochimici classici fino alla fine del 1980. Queste proteine si sono dimostrate molto difficili da isolare perché contengono sequenze idrofile e idrofobiche ed esistono nelle membrane solo in numero estremamente basso (rappresentano meno dello 0,2 % delle proteine di membrana).

La forma di SGLT1 del coniglio è stata la prima proteina co-trasportatrice appartenente ad un mammifero mai clonata e sequenziata, e questo successo sperimentale è stato annunciato alla comunità scientifica nel 1987. Per aggirare le difficoltà legate ai metodi tradizionali di isolamento, il biochimico di origine svizzera Matthias Hediger con i suoi collaboratori presso la UCLA (University of California, Los Angeles), sono ricorsi ad una nuova tecnica di clonazione.

Gli scienziati hanno frazionato una grande quantità di mRNA intestinale di coniglio con un dispositivo di elettroforesi su gel preparato e sviluppato da Hediger. Queste frazioni granulometriche sono state poi iniettate in sequenza in oociti di Xenopus per riuscire ad identificare le specie di RNA che inducevano l'espressione del cotrasportatore sodio-glucosio.